# وینفور ایگل
وینفور ایگل (به انگلیسی: Wynford Eagle) یک روستا و محله مدنی در بریتانیا است که در دورست غربی واقع شده‌است. وینفور ایگل ۶۰ نفر جمعیت دارد.